# Tekken 6
Tekken 6 (鉄拳6) é um jogo de luta, o sétimo da franquia Tekken, criado e publicado pela Namco Bandai Games. Foi lançado aos Arcades japoneses no dia 26 de novembro de 2007, e foi o primeiro jogo a ser lançado no sistema de Arcade System 357, baseado no Playstation 3. Um ano depois, o jogo recebeu uma atualização chamada Tekken 6: Bloodline Rebellion. Na Tokyo Game Show de 2008, foi anunciada a versão para console de Tekken 6, incluindo novos estágios e também os personagens de Bloodline Rebellion. Inicialmente, o jogo seria exclusivo para o PlayStation 3. Porém, a versão para Xbox 360 foi anunciada no dia 8 de outubro de 2008, e o lançamento para ambas as plataformas aconteceu em 27 de outubro de 2009. No dia 24 de novembro de 2009 foi lançada uma versão do jogo para o PlayStation Portable.[carece de fontes?]
Enquanto esta versão possui elementos dos jogos anteriores, Tekken 6 introduz um novo sistema de Rage que aumenta o poder dos personagens quando a barra de energia está baixa. O jogo também traz um modo Beat 'em Up mais focado em um soldado de nome Lars Alexandersson, que lidera um golpe de estado com seus subordinados. Perdendo a memória em um ataque contra as forças especiais da Mishima Zaibatsu liderada por Jin Kazama, Lars parte em uma jornada com um robô chamado Alisa Bosconovitch para descobrir sua identidade, de forma que ele possa resgatar o objetivo de sua missão. Neste modo de campanha, o jogador pode obter itens ao completar missões e aprimorar áreas de poder diferentes de cada personagem que escolhe controlar.
O jogo recebeu avaliações, no geral, positivas. A crítica elogiou o visual e as novas mecânicas de jogo, mas apresentou opiniões diversas sobre o manuseamento do novo modo, "Scenario Campaign". Apesar disso, a versão de PlayStation Portable também foi bem recebida pelo quão fiel era às versões caseiras iniciais. As vendas do jogo alcançaram 3,5 milhões de cópias no mundo inteiro. Tekken 6 foi relançado posteriormente com o Spin-Off Tekken Tag Tournament 2 e SoulCalibur V para PlayStation 3. A sequência, Tekken 7, foi lançada nos Arcades japoneses em 18 de março de 2015 e no PlayStation 4 e Xbox One, além de internacionalmente, em 2 de junho de 2017.

## Jogabilidade
Tekken 6 possui estágios maiores e com mais interatividade do que seus predecessores, incluindo paredes e chão que podem se quebrar para revelar novas áreas para combate. A customização de personagens foi aprimorada, e certos itens possuem implicações em alguns aspectos da jogabilidade.

#### Rage
Um novo sistema "Rage" dá aos personagens mais dano a cada golpe acertado quando sua barra de energia está abaixo de um certo limiar. Uma vez ativado o modo, uma aura avermelhada aparece em torno do personagem, e sua barra começa a piscar em vermelho. A aura causada pelo Rage, inclusive, pode também ser customizada com diferentes cores e efeitos para parecer fogo, eletricidade e gelo, entre outras aparências.

#### Bound
Outra novidade é o sistema denominado "Bound": cada personagem possui vários golpes que, quando utilizados durante um combo aéreo, farão o adversário ser esmagado duramente contra o chão, fazendo-o quicar contra ele e ficar atordoado. Neste momento, o adversário está vulnerável a outro combo ou ataque adicional. A partir da atualização Bloodline Rebellion, executar um Parry (defesa ofensiva sobre golpe baixo) sobre o adversário com sucesso também causa Bound.

#### Diferenças nas versões
As versões de console (com exceção daquela de PlayStation Portable) incluem um modo extra, de Beat 'em Up, chamado "Scenario Campaign", que carrega similaridades com os modos Tekken Force e Devil Within, das iterações anteriores na série. Neste modo, o jogador pode se mover livremente em um ambiente similar a um jogo de RPG em terceira pessoa. O jogador também pode pegar armas como canos e Gatlings, juntamente com itens acumuláveis, dinheiro e itens de força que podem ser encontrados em baús espalhados pelo ambiente jogável. É possível se mover livremente entre as lutas, mas quando um grupo de inimigos é encontrado, a jogabilidade volta a ser a tradicional e bidimensional da série. Este modo inclui um trajeto para um só jogador, desconectado da internet originalmente, mas em 18 de janeiro de 2010 a Namco lançou um Patch que adiciona a função cooperativa ao modo Scenario Campaign.
As versões de PlayStation 3 e Xbox 360 para o jogo incluem um modo multijogador online e versus na PlayStation Network e na Xbox Live. Ele inclui o modo de partidas por posições no Ranking (Ranked Matches), na qual o jogador pode promover seu personagem a uma posição maior, e também inclui o modo de partidas de jogador (Player Matches), onde as lutas não valem posições no Ranking e amigos podem ser convidados para a batalha.
Tekken 6 usa um motor gráfico proprietário de jogo, executando a animação a 60 quadros por segundo, além de um motor de física dinâmica denominado "Octave Engine", que simula a dinâmica dos fluidos e, entre outras coisas, permite a água se comportar de forma realista em função de como os personagens se movem. O motor gráfico foi criado com foco na animação de personagem, para fazer movimentos parecerem mais suaves e realistas. Isto levou muitas animações a serem refeitas, fosse para refletir o impacto e o dano causado, ou para criar novas possibilidades de jogo. Os desenvolvedores consideraram a animação extremamente importante para um jogo de luta e queriam fazer o jogo "parecer bom em movimentos", enquanto as iterações anteriores foram criadas para "parecerem bonitas em imagens paradas". Desde a atualização, Bloodline Rebellion, o jogo suporta desfoque de movimento dinâmico e de corpo inteiro, fazendo de Tekken 6 o primeiro jogo de luta a ter o recurso.

## História
Após a vitória de Jin Kazama contra seu bisavô, Jinpachi Mishima, no último torneio Rei do Punho de Ferro, ele se tornou o novo líder das forças especiais da Mishima Zaibatsu. Jin usa os recursos da companhia para declarar independência, se tornando uma superforça mundial, cortando seus laços nacionais e abertamente declarando guerra contra todas as nações pelo ano seguinte. Esta ação põe o mundo numa espiral extremamente caótica, com uma guerra civil de grande escala eclodindo em todo o planeta e até entre as colônias espaciais, que orbitavam o globo. Enquanto isso, Kazuya Mishima, o pai de Jin, que obteve a liderança da G Corporation, pede uma recompensa pela cabeça dele. Em retaliação, Jin anuncia o sexto Rei do Punho de Ferro para atrair Kazuya.
Enquanto a guerra continua tomando espaço, o líder de campo da Tekken Force vinculada à Mishima Zaibatsu, Lars Alexandersson, se rebelou do exército com vários de seus soldados. No entanto, Lars perde a memória durante um ataque da G Corporation e passa algum tempo a recuperando. Acompanhado por uma androide, Alisa Bosconovitch, Lars se aventura pelo mundo fugindo da caça por parte da Zaibatsu, enquanto também tenta se recobrar dos detalhes do seu passado. É eventualmente revelado que Lars é, na verdade, um filho ilegítimo de Heihachi Mishima, que se ocultou desde sua suposta morte no último torneio e tem tentado obter novamente a corporação familiar das mãos de Jin. Depois de entrar em contato com vários aliados, incluindo seu irmão adotivo, Lee Chaolan, Lars confronta os quarteis-generais da G Corporation e da Mishima Zaibatsu. É aí que Jin revela que enviou Alisa para espionar as ações de Lars. Ao desabilitar o modo de segurança de Alisa, Lars é forçado a colidir com a ex-colega de time, que deixa o local com Jin rumo ao Egito.
Ajudado por um dos seus aliados, Raven, Lars chega ao Egito e conhece uma astróloga, de nome Zafina, que dá a ele informações sobre a colisão de duas estrelas malignas, que acordarão uma antiga calamidade que destruirá o mundo. Este mal, Azazel, é um monstro demoníaco responsável pelo nascimento do gene demoníaco e está atualmente preso num templo ancião. Lars confronta seu meio-irmão, Kazuya, em frente à porta que leva à câmara de Azazel, lutando com ele. Lars e Raven entram na câmara e confrontam Azazel, o qual aparentemente é derrotado. Do lado de fora, Lars enfrenta seu meio-sobrinho Jin, que admite que a razão para iniciar a guerra era acordar Azazel e destruí-lo, desde o início, libertando o mundo de uma ameaça maior do que a própria guerra. Além disso, ao fazê-lo, ele se libertaria do gene demoníaco, já que Azazel só pode ter uma forma física através de energias negativas vindas do mundo. Revelando que Azazel só pode ser destruído por alguém com o gene demoníaco, Jin enfrenta Azazel, que havia sido revivido, o que os envia ao deserto. Lars se reúne, dessa vez, com uma Alisa segura, que foi consertada por Lee desde sua destruição anterior, e parte em uma nova missão. Raven captura o corpo de Jin do deserto e nota que ele ainda possui uma marca demoníaca no braço, mostrando que a morte de Azazel não o libertou do gene maligno.

## Marketing e Desenvolvimento
A revista japonesa de jogos Famitsu anunciou pela primeira vez, em abril de 2006, que Tekken 6 estava em desenvolvimento para PlayStation 3. O primeiro trailer do jogo foi revelado na coletiva de imprensa da Sony na feira E3 daquele ano. De acordo com a Video Games Daily, o feedback do primeiro trailer foi negativo; no entanto, o diretor do projeto, Katsuhiro Harada, disse à época que a equipe não estava trabalhando em Tekken 6 o tempo inteiro, porque estava ocupada desenvolvendo Tekken Dark Resurrection. A principal preocupação de Harada, em relação a Tekken 6, era que o jogo tivesse apelo tanto para jogadores iniciantes quanto para experientes. O jogo foi lançado nos Arcades japoneses em 26 de novembro de 2007, sendo o primeiro a ser executado na placa System 357, baseada no sistema do PlayStation 3. Harada disse que a Namco decidiu fazer um capítulo de Tekken para o console Xbox 360 em função de múltiplos pedidos dos fãs. A resposta ao jogo original de Arcade foi bastante positiva, mas Harada disse que a equipe de produção buscou obter mais melhorias para atrair novos jogadores. Ele apontou que o feedback do lançamento nos Arcades japoneses superou aquele dos títulos anteriores. Para a versão atualizada, a equipe queria incluir mais personagens jogáveis do que em Tekken 5, fazer das técnicas mais intuitivas e únicas, e também tornar as lutas tão brutais quanto possível.
No entanto, o próprio Harada revelou que eles encontraram dificuldades para balancear o jogo por todo o elenco. Como resultado, a Namco acabou tomando notas das vitórias dos personagens nos Arcades originais, modificou o elenco e então rebalanceou o jogo. Para fazer das lutas mais estratégicas, o sistema Rage foi criado. Outro novo elemento foi o uso de itens pelos personagens. Enquanto Harada não pensava que isso fosse tão único quanto o sistema Rage, ele sentiu que havia uma adição no fator diversão das lutas. Como alguns jogos na série Mortal Kombat, Tekken 6 adicionou o elemento que permite derrubar os personagens para outra área do cenário. Essa adição aconteceu para se criar combos mais longos, se o jogador tiver a oportunidade nas mãos, e não apenas para meramente causar mais dano. Um obstáculo grande na produção do jogo era a ideia da Namco de incluir mais modos de jogo que permitissem até quatro personagens simultaneamente. Isso foi algo que causou um enorme retrabalho, especialmente para o modo online. Eles evitaram isso para o Spin-Off Tekken Tag Tournament, que somente permitia alternar o uso de quatro personagens. O diretor Yuichi Yonemori também apontou que o time responsável queria fazer das lutas eventos mais rápidos, enquanto adicionava estas novas mecânicas. Para prover uma variedade maior, cada cenário que poderia ser destruído tinha seu próprio efeito sonoro, e cada personagem também.
Em 23 de outubro de 2009, a Bandai Namco lançou um Game Space com um tema de Tekken 6 na versão norte-americana da PlayStation Home. A atualização, Tekken 6: Bloodline Rebellion, foi lançada primeiramente aos Arcades japoneses em 18 de dezembro de 2008. A versão possui novos personagens, novos cenários, itens e novas opções de customização e deu ao jogo um aprimoramento no seu balanceamento. A versão de console de Tekken 6 é baseada nesta versão atualizada de Arcade, ainda que sob o nome do jogo original, Tekken 6. Em outubro de 2009, a Namco anunciou que o desenvolvimento do jogo terminou, e que seria lançado para os consoles PlayStation 3 e Xbox 360. Os elementos online de Tekken 6 foram baseados naqueles de Tekken: Dark Resurrection. Harada anunciou que o elenco do jogo seria o maior da série, e que após Tekken 3 eles tiveram atenção para garantir que cada personagem fosse único em aparência, personalidade e técnicas, e que assim não houvesse sobreposição a outros personagens. Versões de pré-venda incluíram um Artbook e um controle sem fio.
Esta nova versão possui dois novos personagens: Alisa Bosconovitch, uma androide construída à imagem da filha morta do Dr. Bosconovitch, e Lars Alexandersson, o filho ilegítimo de Heihachi Mishima e líder de uma facção rebelde da Tekken Force, que enfrenta a tirania de Jin. Esta expansão também possui muitos itens novos e opções de customização diferentes para personagens, que podem ser utilizadas durante as batalhas. Diferentemente dos jogos anteriores de console, todos os personagens estão jogáveis quando Tekken 6 começa. Harada disse que a razão por trás disso era sua crença de que destrancar personagens é algo datado, e de que jogadores do modo online encontrariam seus personagens favoritos mais rapidamente.
Diferentemente de outros novos personagens de Tekken 6 que foram baseados em pedidos de fãs, tanto Lars quanto Alisa foram criados com uma abordagem distinta, focando em sua importância para a história do jogo. Como resultado, na versão Arcade de Tekken 6, a maior parte da identidade de Lars é mantida em segredo, enquanto as versões de console se encarregariam de explicar melhor seu papel na série através do modo Scenario Campaign — com Harada brincando sobre seu potencial ataque às forças de Jin Kazama. A caracterização deste último foi mudada de anti-herói para vilão, algo que Harada tem planejado desenvolver por anos. No entanto, sua mudança de personalidade se tornou um segredo a ser explorado na história. O produtor se referiu ao Scenario Campaign como uma adição lógica ao jogo. Ele acredita que a franquia é conhecida por incluir conteúdo bônus a cada iteração, além de ser apenas uma recreação da versão Arcade. Ele disse que o modo deveria ajudar o jogo a ter apelo para uma audiência maior.
Um grande número de artistas se juntou ao time para criar novos figurinos para alguns personagens:
- Lars teve novo visual criado pelo mangaká de Naruto, Masashi Kishimoto;
- Jin teve novo visual criado pelo grupo feminino de mangakás, Clamp;
- Kazuya teve novo visual dado pelo criador de Shigurui e Apocalypse Zero, Takayuki Yamaguchi;
- Zafina também teve novo figurino, criado pela artista de larga experiência na série de games Tales of, Mutsumi Inomata;[41][42][43]
- Anna Williams e Asuka Kazama tiveram figurinos criados pelo mangaká e animador experiente na série Gundam, Mamoru Nagano;
- Lili Rochefort teve um figurino desenhado pelo mangaká de Tenjho Tenge e Air Gear, Oogure Ito.[44]

Embora o modo Scenario Campaign tenha sido removido da versão para PlayStation Portable, os desenvolvedores adicionaram informações de fundo para os personagens no modo Arcade. Makoto Iwai, chefe de operações da Namco Bandai, disse que os desenvolvedores tentaram fazer o PlayStation Portable conter tanto conteúdo quanto as versões caseiras. Por isso, a versão de PSP tem novos modos e estágios não presentes no original. No final de 2009, Harada deu pistas da possibilidade de o jogo ter conteúdo DLC, mas disse que quando quer que isso fosse possível, seria feito para ser disponibilizado gratuitamente. Em janeiro de 2019, Tekken 6 se tornou jogável no Xbox One graças à função de retrocompatibilidade.

#### Trilha sonora
Tekken 6 possui um enorme elenco de compositores: Rio Hamamoto, Ryuichi Takada, Keiichi Okabe, Kazuhiro Nakamura, Shinji Hosoe, Yoshihito Yano, Ayako Saso, Go Shiina, Satoru Kōsaki, Akitaka Tohyama, Hitoshi Sakimoto, Masaharu Iwata, Yoshimi Kudo, Noriyuki Kamikura, Azusa Chiba, Kimihiro Abe, Mitsuhiro Kaneda, Keigo Hoashi, Keiki Kobayashi e Kakeru Ishihama. Dois álbuns baseados no jogo principal e na versão de PlayStation Portable foram lançados. Go Shiina ficou responsável pelas faixas de tom baixo. Em retrospecto, ele se lembra de gostar da música do jogo, mais notavelmente quando estava rearranjando faixas e compondo um tema para Alisa.

## Personagens
O desenvolvedor e produtor executivo de Tekken 6, Katsuhiro Harada disse: "O número de personagens jogáveis será maior do que Tekken 5 e será a maior lista da série. Estive na série Tekken por mais de 10 anos, e uma coisa que nós têm focalizado especialmente depois de Tekken 3 é ter certeza que cada personagem seja único e não se confunda com outros personagens. Todos eles são únicos, não só em sua aparência, mas sua personalidade e técnicas também.
Harada afirmou que as edições do console de Tekken 6 contará com o maior número de personagens jamais visto em um jogo do Tekken, incluindo praticamente todos os personagens de Tekken 5: Dark Resurrection e todos os novos personagens de ambas as versões arcade de Tekken 6. Os jogadores são capazes de personalizar personagens e jogar com qualquer personagem não-customizado ou customizado online.
Oito novos personagens foram introduzidos neste jogo. O primeiro personagem, Zafina, é uma mulher que entra no torneio para evitar o choque das "duas estrelas do mal". O segundo personagem, Leo, é um lutador alemão, que se destina a ser um personagem que pode ser jogado por novatos e jogadores experientes. A morte da mãe de Leo, presumivelmente nas mãos de Kazuya Mishima, leva a começar investigando a Mishima Zaibatsu. O terceiro personagem, Miguel Caballero Rojo, é um matador espanhol com uma paixão por lutar, mas não tem disciplina real. Miguel quer vingar a morte de sua irmã em seu casamento. O quarto personagem, Bob, é um americano que ficou conhecido como um gênio das artes marciais. Devido à impossibilidade de derrotar oponentes maiores então, ele desaparece do mundo da luta, determinado a aumentar seu peso e potência mantendo a velocidade. Bob entra em The King of Iron Fist Tournament 6 para testar suas novas habilidades e tamanho. O quinto personagem, NANCY-MI847J, é o chefe do bônus do jogo. NANCY é uma criação robótica gigante da Mishima Zaibatsu que é semelhante ao robôs Jack. O sexto personagem, Azazel, é o chefe final do jogo. A história de Azazel é dita estar relacionada com a história de Zafina e Julia Chang em Tekken 6 e os confrontos entre Jin Kazama e Kazuya Mishima (presumivelmente a "duas estrelas do mal" da história de Zafina). Na versão do console, o sétimo personagem é Alisa Bosconovitch, uma ciborgue com asas a jato e os membros que se deslocam, ela pode ser a filha ciberneticamente melhorada do Dr. Bosconovitch, e também pode usar seus próprios braços e cabeça, como armas, ela foi criada para servir Jin Kazama. O oitavo personagem é Lars Alexandersson, um filho ilegítimo e desconhecido de Heihachi Mishima.

### Novos personagens
- Bob
- Leo
- Miguel Caballero Rojo
- Zafina
- NANCY-MI847J (Chefe Bônus; jogável apenas na versão console em Scenario Campaign versão no "nível G Corporation Millennium Tower ', se o jogador escolhe)
- Azazel (Chefe não jogável, Arcade Mode e Arena Final Boss)

### Bloodline Rebellion
- Alisa Bosconovitch (apenas na versão para console)
- Lars Alexandersson (apenas na versão para console)

### Personagens recorrentes
| - Anna Williams - Armor King - Asuka Kazama - Baek Doo San - Bruce Irvin - Bryan Fury - Christie Monteiro | - Craig Marduk - Devil Jin - Eddy Gordo - Feng Wei - Ganryu (Tekken) - Heihachi Mishima - Hwoarang | - Jack-6 - Jin Kazama - Julia Chang - Kazuya Mishima - King - Kuma - Lee Chaolan | - Lei Wulong - Lili Rochefort - Ling Xiaoyu - Marshall Law - Mokujin - Nina Williams - Panda (traje alternativo para Kuma) | - Paul Phoenix - Raven - Roger Jr. - Sergei Dragunov - Steve Fox - Wang Jinrei - Yoshimitsu |

## Bloodline Rebellion

Pôster do jogo usado para divulgação.

Tekken 6: Bloodline Rebellion é a atualização de Tekken 6. Ela apresenta novos personagens, fases, itens e opções de personalização. Ela também dá ao jogo uma atualização balanceada de personagens e itens. Foi lançada para os arcades japoneses em 18 de dezembro de 2008 e a versão de console de Tekken 6 é baseada nessa versão arcade.
Esta nova versão inclui duas novas personagens: Alisa Bosconovitch, uma ciborgue com asas a jato e membros que se deslocam, que pode ser a filha ciberneticamente melhorada do Dr. Bosconovitch e Lars Alexandersson, um descendente desconhecido de Heihachi Mishima e líder de uma facção rebelde do Tekken Force que luta contra a tirania de Jin. Uma série de novos itens e opções de personalização são destaques nessa expansão. O jogo também apresenta todas as artes em CG dos personagens, assim como houve uma mudança na arte a partir de Tekken 5 e Tekken 5: Dark Resurrection. Upgrade kits também estão disponíveis para os proprietários atuais das máquinas de Tekken 6.